# Boiga trigonata

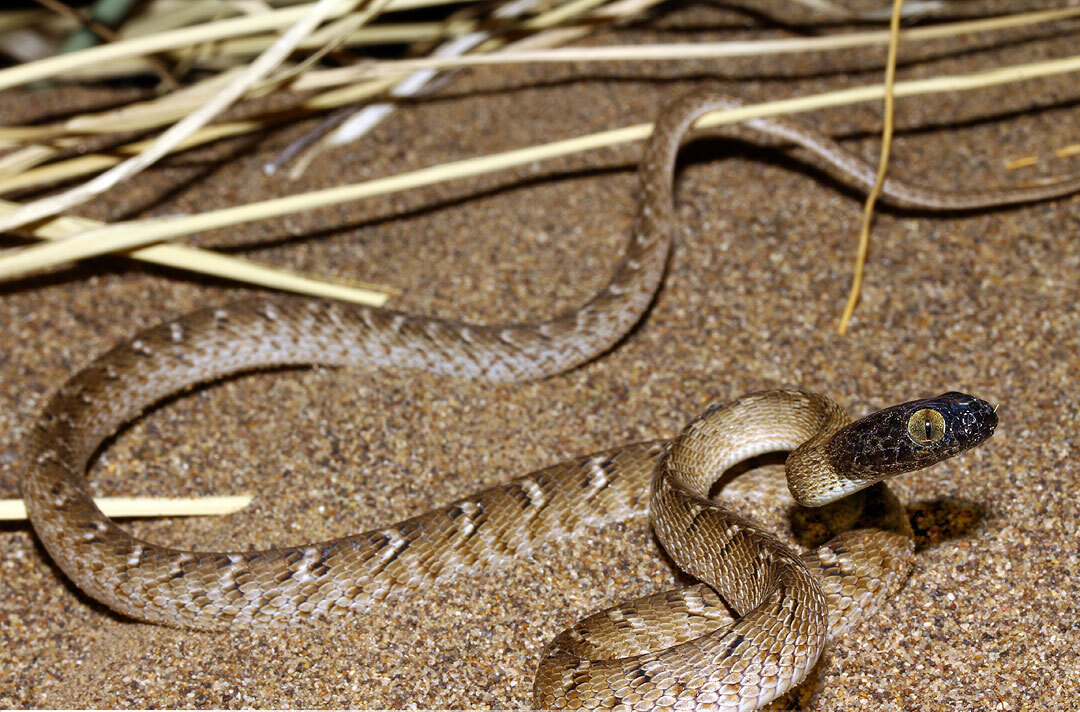
Boiga trigonata

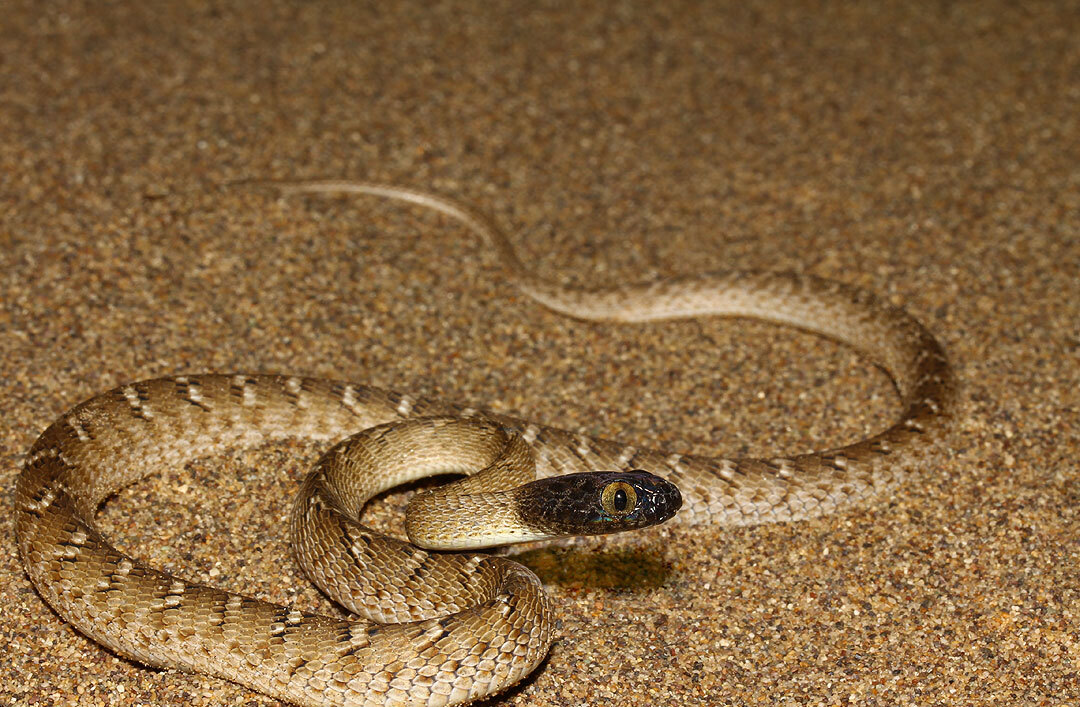
Boiga trigonata

Boiga trigonata é uma espécie de serpente colubrídea com presas traseiras endêmica do Sul da Ásia.

## Descrição

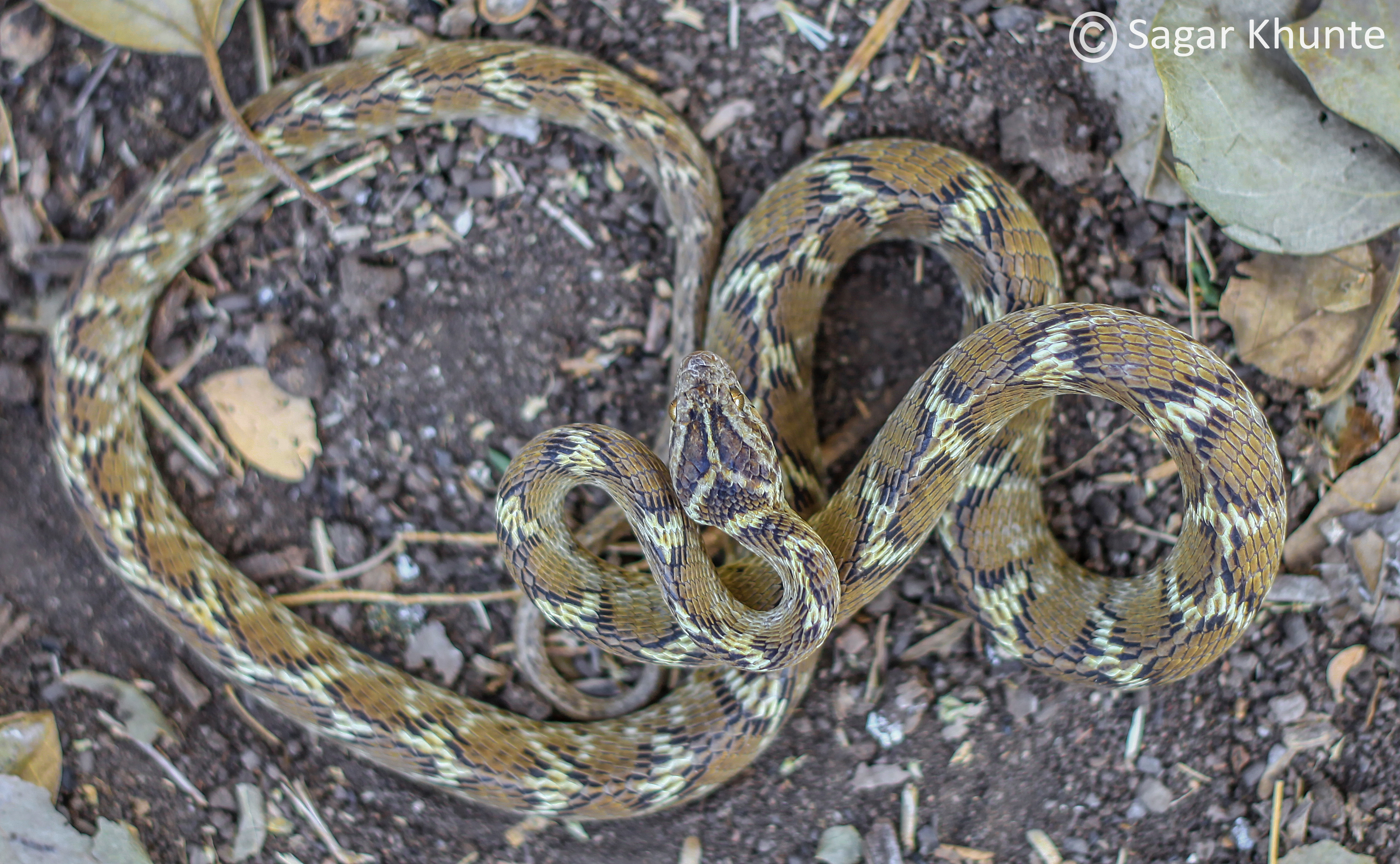
Boiga trigonata (Lonand, Maharashtra)

Boiga trigonata possui dentes palatinos anteriores e mandibulares ligeiramente maiores que os posteriores. Seus olhos têm o mesmo comprimento que a distância até a narina, são grandes e possuem uma pupila vertical; a escama rostral é mais larga que profunda, com as escamas internasais mais curtas que as pré-frontais. As escamas frontais são mais longas que a distância até a ponta do focinho e mais curtas que as parietais. As escamas loreais têm comprimento e altura semelhantes, ou podem ser mais altas que longas. Possui uma escama pré-ocular que não se estende à superfície superior da cabeça. A espécie apresenta duas escamas pós-oculares, 2+3 temporais e 8 escamas labiais superiores, com a terceira, quarta e quinta em contato com o olho. Pode ter 4 ou 5 escamas labiais inferiores em contato com as escamas geniais anteriores, que têm aproximadamente o mesmo comprimento que as posteriores. O corpo de B. trigonata é moderadamente comprimido lateralmente, com escamas dorsais lisas em 21 (ou raramente 19) fileiras, com fossetas apicais, dispostas obliquamente, com as escamas vertebrais muito pouco aumentadas. Há de 229 a 269 escamas ventrais, 79 a 92 escamas subcaudais divididas e uma única escama anal.
B. trigonata tem uma cor amarelo-oliva ou cinza-claro ao longo do dorso e marcas brancas em ziguezague com bordas pretas que podem estar conectadas. O topo da cabeça tem uma marca distinta e pálida em forma de Y, às vezes com bordas pretas. As escamas no topo da cabeça são grandes, lisas e de diferentes formatos. A barriga é branca ou bronzeada e pode ter uma série de pequenas manchas marrons em cada lado.
O comprimento total é de cerca de 91 cm, com uma cauda de 18 cm.

## Distribuição geográfica
A localidade tipo de B. trigonata é a fronteira Perso-Baluchistão.
Está distribuída por Sri Lanka, Índia, Paquistão, Nepal, Bangladesh, Afeganistão (Leviton 1959: 461), sul do Turcomenistão, sul do Uzbequistão, sudeste do Tajiquistão e Irã.
A raça melanocephala ocorre no Paquistão; essa forma é considerada, de forma variada, como uma subespécie, variante de cor ou um espécie distinta.

## Mimicry

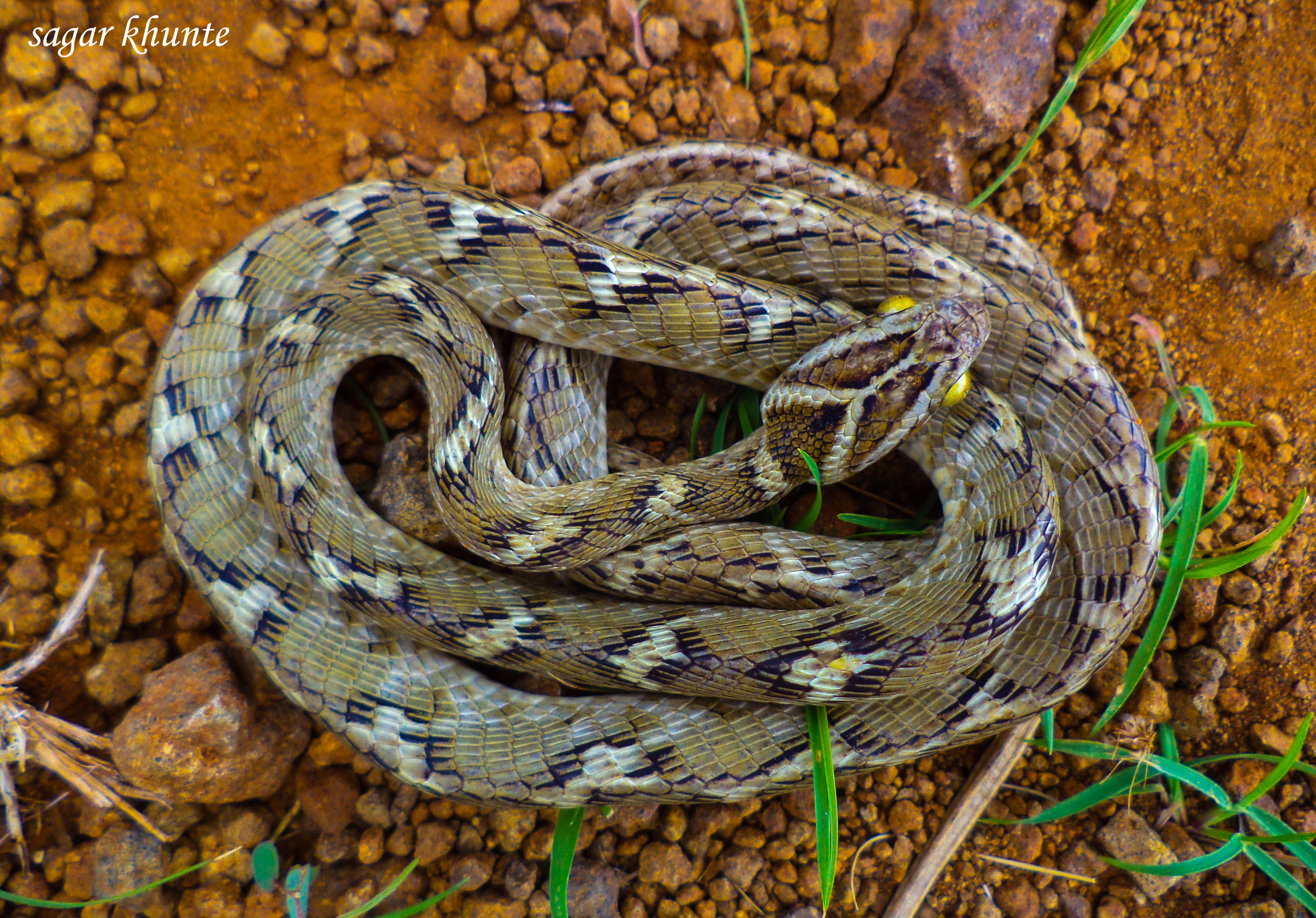
Boiga trigonata (Satara, Maharashtra)

Boiga trigonata assemelha-se fortemente à serpente venenosa Echis carinatus [en] em coloração e forma. Na Índia, essas duas espécies possuem áreas de distribuição geográfica quase idênticas.

## Dieta e comportamento
É uma serpente noturna e passa o dia enrolada em folhas de palmeira, entre arbustos, em telhados de palha, sob cascas de árvores ou pedras. É uma excelente escaladora. Comum em muitas áreas, muitas vezes em casas, mas, como outras serpentes noturnas, raramente é vista.
Possui presas traseiras. O veneno leve pode paralisar pequenas presas (lagartos, camundongos e pequenos pássaros). Quando perturbada, pode se enrolar com força, golpear repetidamente e vibrar a cauda.